# (2101) Adonis
(2101) Adonis va ser un dels primers asteroides propers a la Terra que es van descobrir. Va ser descobert el 1936 per Eugène Joseph Delporte i va ser anomenat Adonis, el bell jove mitològic de qui la deessa Venus es va enamorar. Aquest asteroide té aproximadament 1 km de diàmetre.
En l'època on aquest asteroide s'havia descobert per primera vegada, no es podien fer les observacions suficients per calcular la seva òrbita, així que Adonis va ser un asteroide "perdut" fins al 1977, any en què Charles T. Kowal el va tornar a descobrir.
Adonis va ser el segon asteroide Apol·lo descobert (després del (1862) Apol·lo). Pot ser un cometa extint, i pot ser la font d'algunes pluges de meteorits.
En l'òrbita d'Adonis s'assoleixen a veure aproximaments amb Venus, la Terra, i Mart.

## En la ficció
El 1954, en el còmic de Tintín anomenat «Hem caminat damunt la Lluna», el Capità Haddock en estat d'embriaguesa gairebé es torna un satèl·lit de l'asteroide, que mostra passant entre la Terra i la Lluna.